# Enulius oligostichus
Espèce
Statut de conservation UICN

 DD  : Données insuffisantes
Enulius oligostichus  est une espèce de serpents de la famille des Dipsadidae.

## Répartition
Cette espèce est endémique du Mexique. Elle se rencontre dans les États de Nayarit et du Sinaloa.

## Publication originale
- Smith, Arndt & Sherbrooke, 1967 : A new snake of the genus Enulius from Mexico. Chicago Academy Sciences, Natural History Miscellanea, no 186, p. 1-4.